# Chitra
Chitra (Abigarrat o Aigües que miren) és un riu de Bangladesh, a l'oest del país. Antigament era una derivació del Nabaganga del que se separava abans d'arribar al Matabhanga, però després el seu inici es va tancar 
El riu doncs rep poca aigua i corre en direcció sud-est i passa per Kaliganj, Khajuri, Ghorakhali, 
Naral, i Gobra, fins que es perd a la zona de maresma.